# Сорбіт (металургія)
Сорбі́т — структурна складова сталей і чавунів, евтектоїдна суміш цементиту і фериту, що, на відміну від перліту, має тоншу будову. Назва походить від прізвища англійського вченого Г. К. Сорбі (англ. Н. С.Sorby; 1826‒1908), на честь якого і названо.
Сорбіт гартування утворюється в результаті розпаду аустеніту при температурах близько 650 °C. Міжпластиночна відстань в сорбіті становить 0,2 мкм (в перліті 0,5-1,0 мкм). Твердість, міцність і ударна в'язкість сорбіту вища, ніж у перліту. Іноді феритокарбідну суміш, що утворюється в результаті гартування і високого відпуску, називають сорбітом відпуску.
Твердість сорбіту, залежно від хімічного складу сталі і умов термічної обробки становить 20…45 HRC. Сталі зі структурою сорбіту відрізняються високою міцністю і стійкістю проти зношування, з неї виготовляють вироби, що зазнають великих навантажень.
Перліт, сорбіт і троостит — структури з однаковою природою (ферит + цементит), що відрізняються ступенем дисперсності фериту і цементиту.